# Turn- und Sportgemeinschaft 1899 Hoffenheim 2006-2007
Questa voce raccoglie le informazioni riguardanti il Turn- und Sportgemeinschaft 1899 Hoffenheim nelle competizioni ufficiali della stagione 2006-2007.

## Stagione
Nella stagione 2006-2007 l'Hoffenheim, allenato da Ralf Rangnick, concluse il campionato di Regionalliga sud al 2º posto.

## Rosa
| N. |                     | Ruolo | Calciatore       |
| -- | ------------------- | ----- | ---------------- |
| 1  | Germania (bandiera) | P     | Daniel Haas      |
| 2  | Germania (bandiera) | D     | Mario Göttlicher |
| 3  | Germania (bandiera) | D     | Matthias Jaissle |
| 4  | Germania (bandiera) | D     | Michael Zepek    |
| 5  | Germania (bandiera) | D     | Marcel Throm     |
| 6  | Germania (bandiera) | D     | Michael Rundio   |
| 7  | Germania (bandiera) | C     | Dragan Paljić    |
| 8  | Germania (bandiera) | C     | Andreas Mayer    |
| 9  | Germania (bandiera) | A     | Kai Herdling     |
| 9  | Croazia (bandiera)  | A     | Tomislav Marić   |
| 10 | Germania (bandiera) | C     | Selim Teber      |
| 11 | Germania (bandiera) | C     | Jochen Seitz     |
| 12 | Germania (bandiera) | D     | Denis Bindnagel  |
| 13 | Ungheria (bandiera) | C     | Zsolt Lőw        |
| 14 | Germania (bandiera) | D     | Christoph Janker |

| N. |                                 | Ruolo | Calciatore          |
| -- | ------------------------------- | ----- | ------------------- |
| 15 | Rep. Ceca (bandiera)            | C     | Radek Špiláček      |
| 16 | Germania (bandiera)             | C     | Matthias Keller     |
| 17 | Germania (bandiera)             | C     | Sandro Cescutti     |
| 18 | Germania (bandiera)             | A     | Daniel Reule        |
| 20 | Germania (bandiera)             | A     | Mirnes Mesic        |
| 22 | Spagna (bandiera)               | A     | Francisco Copado    |
| 23 | Bosnia ed Erzegovina (bandiera) | C     | Sejad Salihović     |
| 24 | Germania (bandiera)             | C     | Sascha Boller       |
| 25 | Germania (bandiera)             | C     | Sebastian Hoeneß    |
| 26 | Germania (bandiera)             | D     | Denis Lapaczinski   |
| 30 | Germania (bandiera)             | P     | Thorsten Kirschbaum |
| 31 | Germania (bandiera)             | A     | Kai Hesse           |
| 33 | Germania (bandiera)             | P     | Alexander Stolz     |
| 34 | Germania (bandiera)             | C     | Steffen Haas        |

## Organigramma societario
Area tecnica
- Allenatore: Ralf Rangnick
- Allenatore in seconda: Rainer Scharinger
- Preparatore dei portieri: Philipp Laux
- Preparatori atletici:
- Analisi video:

## Calciomercato

### Sessione estiva
| Acquisti | Acquisti            | Acquisti              | Acquisti |
| R.       | Nome                | da                    | Modalità |
| -------- | ------------------- | --------------------- | -------- |
| A        | Kai Hesse           | Lubecca               |          |
| P        | Alexander Stolz     | Stoccarda             |          |
| A        | Francisco Copado    | Eintracht Francoforte |          |
| D        | Denis Lapaczinski   | Hansa Rostock         |          |
| D        | Christoph Janker    | Monaco 1860           |          |
| A        | Andreas Haas        | Homburg               |          |
| C        | Sebastian Hoeneß    | Hertha Berlino II     |          |
| P        | Thorsten Kirschbaum | Hoffenheim U19        |          |
| C        | Zsolt Lőw           | Hansa Rostock         |          |
| C        | Andreas Mayer       | Ulma                  |          |
| A        | Daniel Reule        | Kaiserslautern II     |          |
| C        | Sejad Salihović     | Hertha Berlino        |          |
| C        | Radek Špiláček      | Sigma Olomouc         |          |

| Cessioni | Cessioni           | Cessioni              | Cessioni |
| R.       | Nome               | a                     | Modalità |
| -------- | ------------------ | --------------------- | -------- |
| C        | Roland Bonimeier   | Wacker Burghausen     |          |
| A        | Alexander Blessin  | Siegen                |          |
| C        | Timo Böttjer       | Elversberg            |          |
| D        | Christian Daub     | Hoffenheim II         |          |
| C        | Serhat Gülbas      | Hoffenheim II         |          |
| P        | Thomas Hillenbrand | Hoffenheim II         |          |
| C        | Sebastian Hofmann  | Stoccarda II          |          |
| C        | Alexander Huber    | Eintracht Francoforte |          |
| D        | Michael Kümmerle   | Kickers Emden         |          |
| C        | Martin Lanig       | Greuther Fürth        |          |
| A        | Sahr Senesie       | Borussia Dortmund II  |          |

### Sessione invernale
| Acquisti | Acquisti         | Acquisti          | Acquisti |
| R.       | Nome             | da                | Modalità |
| -------- | ---------------- | ----------------- | -------- |
| D        | Matthias Jaissle | Stoccarda U19     |          |
| A        | Mirnes Mesic     | Kickers Stoccarda |          |

| Cessioni | Cessioni     | Cessioni  | Cessioni |
| R.       | Nome         | a         | Modalità |
| -------- | ------------ | --------- | -------- |
| A        | Andreas Haas | Pirmasens |          |

## Risultati

### Regionalliga

#### Girone di andata
| Arbitro: | Dingert |

|                         |           |                       |
| Keller 5’ Bindnagel 49’ | Marcatori | 58’, 66’ (rig.) Adler |

| Arbitro: | Rafati |

|           |           |  |
| Beyer 56’ | Marcatori |  |

| Arbitro: | Stieler |

|                 |           |  |
| Ngwat-Mahop 41’ | Marcatori |  |

| Arbitro: | Kircher |

|          |           |             |
| Haas 47’ | Marcatori | 65’ Nagorny |

| Arbitro: | Brych |

|  |           |                  |
|  | Marcatori | 34’ (rig.) Marić |

| Arbitro: | Drees |

|                          |           |                         |
| Marić 9’, 12’ Keller 57’ | Marcatori | 11’ Müller 78’ Bergheim |

| Arbitro: | Maier |

|             |           |                      |
| Gaebler 22’ | Marcatori | 42’ Copado 82’ Mayer |

| Arbitro: | Bauer |

|               |           |            |
| Salihović 58’ | Marcatori | 47’ Nehrig |

| Arbitro: | Kempter |

|  |           |               |
|  | Marcatori | 57’ Salihović |

| Arbitro: | Achmüller |

|                                    |           |                      |
| Copado 7’, 70’ Teber 52’ Mayer 81’ | Marcatori | 38’ (rig.), 49’ Mann |

| Arbitro: | Kampka |

|  |           |                      |
|  | Marcatori | 50’ (rig.) Salihović |

| Arbitro: | Blos |

|                                         |           |  |
| Paljić 7’, 28’ Marić 43’ Göttlicher 76’ | Marcatori |  |

| Arbitro: | Kempter |

|            |           |                       |
| Bogusz 24’ | Marcatori | 83’ Keller 90’ Janker |

| Arbitro: | Leicher |

|                     |           |  |
| Marić 66’ Hesse 90’ | Marcatori |  |

| Arbitro: | Stieler |

|  |           |                            |
|  | Marcatori | 12’, 59’ Paljić 55’ Copado |

| Arbitro: | Sippel |

|            |           |              |
| Copado 76’ | Marcatori | 16’ Hartmann |

| Arbitro: | Hartmann |

|                         |           |                      |
| Amstätter 43’ Catic 85’ | Marcatori | 87’ (rig.) Salihović |

#### Girone di ritorno
| Arbitro: | Joerend |

|              |           |           |
| Thorandt 64’ | Marcatori | 70’ Teber |

| Arbitro: | Steinberg |

|                               |           |          |
| Copado 6’ Marić 83’ Teber 88’ | Marcatori | 29’ Keim |

| Arbitro: | Sahler |

|                      |           |                         |
| Janker 16’ Hesse 84’ | Marcatori | 43’ Wagner 53’ Sikorski |

| Arbitro: | Schlutius |

|             |           |                                          |
| Olivier 72’ | Marcatori | 18’ Mesic 39’ Göttlicher 56’, 85’ Copado |

| Arbitro: | Aytekin |

|                      |           |            |
| Salihović 55’ (rig.) | Marcatori | 35’ Christ |

| Arbitro: | Kampka |

|          |           |  |
| Barg 41’ | Marcatori |  |

| Arbitro: | Fritz |

|                      |           |  |
| Copado 25’ Mesic 34’ | Marcatori |  |

| Arbitro: | Dingert |

|  |           |                               |
|  | Marcatori | 12’, 49’ Salihović 84’ Copado |

| Sinsheim 5 aprile 2007, ore 19:00 CEST 26ª giornata | Hoffenheim | 0 – 0 referto | Ingolstadt 04 | Stadio Dietmar Hopp (3 290 spett.)\| Arbitro: \| Karle \| |
| Arbitro:                                            | Karle      |               |               |                                                           |

| Arbitro: | Hofmann |

|                |           |  |
| Leitl 29’, 89’ | Marcatori |  |

| Arbitro: | Hartmann |

|                                  |           |              |
| Mesic 16’, 56’ Copado 74’ (rig.) | Marcatori | 63’ Agyemang |

| Arbitro: | Leicher |

|                  |           |                                   |
| Hadji 19’ (rig.) | Marcatori | 44’ Salihović 79’ Mesic 89’ Marić |

| Arbitro: | Palilla |

|                                         |           |  |
| Salihović 37’, 85’ Copado 53’ Mayer 63’ | Marcatori |  |

| Arbitro: | Aytekin |

|  |           |                       |
|  | Marcatori | 25’ Copado 74’ Paljić |

| Arbitro: | Viktora |

|                      |           |           |
| Marić 22’ Paljić 84’ | Marcatori | 80’ Steil |

| Arbitro: | Maier |

|                                 |           |                  |
| Parmak 28’ Gambo 59’ Kacani 88’ | Marcatori | 35’ (rig.) Mesic |

| Arbitro: | Perl |

|                      |           |            |
| Mesic 26’ Copado 58’ | Marcatori | 59’ Reuter |

## Statistiche

### Statistiche di squadra
| Competizione     | Punti | In casa | In casa | In casa | In casa | In casa | In casa | In trasferta | In trasferta | In trasferta | In trasferta | In trasferta | In trasferta | Totale | Totale | Totale | Totale | Totale | Totale | DR  |
| Competizione     | Punti | G       | V       | N       | P       | Gf      | Gs      | G            | V            | N            | P            | Gf           | Gs           | G      | V      | N      | P      | Gf     | Gs     | DR  |
| ---------------- | ----- | ------- | ------- | ------- | ------- | ------- | ------- | ------------ | ------------ | ------------ | ------------ | ------------ | ------------ | ------ | ------ | ------ | ------ | ------ | ------ | --- |
| Regionalliga sud | 68    | 17      | 10      | 7       | 0       | 37      | 16      | 17           | 10           | 1            | 6            | 25           | 15           | 34     | 20     | 8      | 6      | 62     | 31     | +31 |
| Totale           | 68    | 17      | 10      | 7       | 0       | 37      | 16      | 17           | 10           | 1            | 6            | 25           | 15           | 34     | 20     | 8      | 6      | 62     | 31     | +31 |

### Andamento in campionato
| Giornata  | 1 | 2  | 3  | 4  | 5  | 6 | 7 | 8 | 9 | 10 | 11 | 12 | 13 | 14 | 15 | 16 | 17 | 18 | 19 | 20 | 21 | 22 | 23 | 24 | 25 | 26 | 27 | 28 | 29 | 30 | 31 | 32 | 33 | 34 |
| --------- | - | -- | -- | -- | -- | - | - | - | - | -- | -- | -- | -- | -- | -- | -- | -- | -- | -- | -- | -- | -- | -- | -- | -- | -- | -- | -- | -- | -- | -- | -- | -- | -- |
| Luogo     | C | T  | T  | C  | T  | C | T | C | T | C  | T  | C  | T  | C  | T  | C  | T  | T  | C  | C  | T  | C  | T  | C  | T  | C  | T  | C  | T  | C  | T  | C  | T  | C  |
| Risultato | N | P  | P  | N  | V  | V | V | N | V | V  | V  | V  | V  | V  | V  | N  | P  | N  | V  | N  | V  | N  | P  | V  | V  | N  | P  | V  | V  | V  | V  | V  | P  | V  |
| Posizione | 7 | 15 | 16 | 17 | 12 | 8 | 8 | 8 | 5 | 4  | 4  | 3  | 2  | 2  | 2  | 2  | 2  | 2  | 2  | 2  | 2  | 2  | 2  | 2  | 2  | 2  | 2  | 2  | 2  | 2  | 2  | 2  | 2  | 2  |

Legenda:

Luogo: C = Casa; T = Trasferta. Risultato: V = Vittoria; N = Pareggio; P = Sconfitta.

### Statistiche dei giocatori
| D. Bindnagel   | 31 | 1  | 1 | 0 |
| A. Blessin     | 1  | 0  | 0 | 0 |
| S. Boller      | 1  | 0  | 0 | 0 |
| S. Cescutti    | 3  | 0  | 1 | 0 |
| F. Copado      | 28 | 14 | 4 | 0 |
| M. Göttlicher  | 26 | 2  | 4 | 0 |
| A. Haas        | 1  | 1  | 0 | 0 |
| D. Haas        | 22 | 0  | 1 | 0 |
| S. Haas        | 13 | 0  | 2 | 0 |
| K. Herdling    | 4  | 0  | 0 | 0 |
| K. Hesse       | 12 | 2  | 0 | 0 |
| S. Hoeneß      | 3  | 0  | 0 | 0 |
| M. Jaissle     | 7  | 0  | 0 | 0 |
| C. Janker      | 31 | 2  | 2 | 0 |
| M. Keller      | 28 | 3  | 1 | 1 |
| T. Kirschbaum  | 9  | 0  | 0 | 0 |
| D. Lapaczinski | 2  | 0  | 0 | 0 |
| Z. Lőw         | 11 | 0  | 0 | 0 |
| T. Marić       | 32 | 8  | 2 | 0 |
| A. Mayer       | 28 | 3  | 5 | 0 |
| M. Mesic       | 12 | 7  | 3 | 1 |
| D. Paljić      | 31 | 6  | 1 | 0 |
| D. Reule       | 3  | 0  | 0 | 0 |
| M. Rundio      | 0  | 0  | 0 | 0 |
| S. Salihović   | 30 | 10 | 8 | 0 |
| J. Seitz       | 14 | 0  | 0 | 1 |
| A. Stolz       | 2  | 0  | 0 | 0 |
| S. Teber       | 31 | 3  | 9 | 0 |
| M. Throm       | 29 | 0  | 3 | 0 |
| M. Zepek       | 7  | 0  | 0 | 0 |
| R. Špiláček    | 23 | 0  | 6 | 0 |